# جيري ستوكر
جيري ستوكر (بالإنجليزية: Gerry Stoker)‏ هو عالم سياسة بريطاني، ولد في 4 فبراير 1955.